# 아에로이탈리아
아에로이탈리아 SRL(Aeroitalia S.r.l.)은 이탈리아의 항공사이며 밀라노 베르가모 공항, 코미소 공항, 로마 피우미치노 공항에서 보잉 737과 ATR 72를 운항한다.

## 역사
아에로이탈리아는 이탈리아 인프라교통부의 전직 컨설턴트이자 아에로이탈리아의 CEO인 프란체스코 가에타노 인트리에리(Francesco Gaetano Intrieri)와 투자자이자 회장인 마크 부르가드(Marc Bourgade)의 주도로 2022년에 출범했다.
아에로이탈리아는 2022년 7월 9일부터 포를리 공항을 시작으로 자국 내 행선지는 물론 몰타, 자킨토스까지 정기 항공편 운항을 시작했다. 아에로이탈리아는 2023년까지 미국과 라틴아메리카로 장거리 항공편을 운항할 예정이었지만 이탈리아 국내 및 유럽 운영을 통합하기 위해 계획을 잠시 연기했다.
시칠리아 정부의 지원을 받아 트라파니, 팔레르모, 카타니아로 가는 추가 항공편을 포함하여 2023년에 시칠리아로 가는 항공편을 늘릴 것이라고 발표했다.
2023년 11월 6일에는 루마니아의 지역 항공사인 에어커넥트(AirConnect)의 지분 93.86%를 인수했다고 발표했다. 이후 에어커넥트는 2024년 4월에 아에로이탈리아 레지오날(Aeroitalia Regional)로 리브랜딩 되었다. 2024년 7월, 아에로이탈리아는 루마니아 바커우에 새로운 기지를 개설한다고 발표했다. 2024년 12월에 아에로이탈리아 레지오날은 다시 시칠리아 투자자들에게 매각되었다.

## 운항 노선
2024년 8월 기준, 아에로이탈리아는 다음 행선지들을 운항하고 있다.
| 국가       | 도시       | 공항                                          | 비고 | 각주          |
| ---------- | ---------- | --------------------------------------------- | ---- | ------------- |
| 오스트리아 | 빈         | 빈 국제공항                                   | 종료 | [ 11 ]        |
| 체코       | 브르노     | 브르노-트루자니 공항                          |      |               |
| 그리스     | 이라클리오 | 이라클리온 국제공항                           | 종료 |               |
| 그리스     | 카르파토스 | 카르파토스 국제공항                           | 종료 | [ 12 ]        |
| 그리스     | 미코노스   | 미코노스 공항                                 | 종료 | [ 12 ]        |
| 그리스     | 자킨토스   | 자킨토스 국제공항                             | 종료 | [ 12 ]        |
| 이탈리아   | 알게로     | 알게로-페르틸리아 공항                        |      |               |
| 이탈리아   | 안코나     | 마르케 공항                                   | 종료 | [ 13 ]        |
| 이탈리아   | 베르가모   | 밀란 베르가모 국제공항                        |      | [ 1 ]         |
| 이탈리아   | 볼로냐     | 볼로냐 굴리엘모 마르코니 공항                 |      |               |
| 이탈리아   | 볼로냐     | 볼로냐 포를리 공항                            | 종료 |               |
| 이탈리아   | 브린디시   | 브린디시 공항                                 | 종료 |               |
| 이탈리아   | 카타니아   | 카타니아폰타나로사 공항                       |      | [ 14 ]        |
| 이탈리아   | 코미소     | 코미소 공항                                   |      | [ 15 ]        |
| 이탈리아   | 쿠네오     | 쿠네오 국제공항                               |      | [ 16 ]        |
| 이탈리아   | 람페두사   | 람페두사 공항                                 |      |               |
| 이탈리아   | 밀라노     | 리나테 공항                                   |      | [ 17 ]        |
| 이탈리아   | 나폴리     | 나폴리 국제공항                               | 종료 |               |
| 이탈리아   | 올비아     | 올비아 코스타 스메랄다 공항                   |      | [ 18 ]        |
| 이탈리아   | 팔레르모   | 팔코네 보르셀리노 공항                        |      | [ 14 ]        |
| 이탈리아   | 페루자     | 페루자 산 프란체스코 아시시-움브리아 국제공항 |      | [ 18 ]        |
| 이탈리아   | 피사       | 피사 국제공항                                 |      |               |
| 이탈리아   | 로마       | 로마 피우미치노 공항                          |      | [ 3 ]         |
| 이탈리아   | 트라파니   | 트라파니-비르지 공항                          | 종료 |               |
| 이탈리아   | 베로나     | 베로나 빌라프란카 공항                        |      |               |
| 루마니아   | 바커우     | 제오르제 에네스쿠 국제공항                    | 종료 | [ 19 ] [ 20 ] |
| 루마니아   | 부쿠레슈티 | 헨리 코안더 국제공항                          | 종료 | [ 20 ]        |
| 스페인     | 바르셀로나 | 주제프 타라델랴스 바르셀로나 엘프라트 공항    | 종료 | [ 21 ]        |
| 영국       | 런던       | 히스로 공항                                   | 종료 | [ 22 ]        |

## 보유 기종

### 현재 운항하는 기종

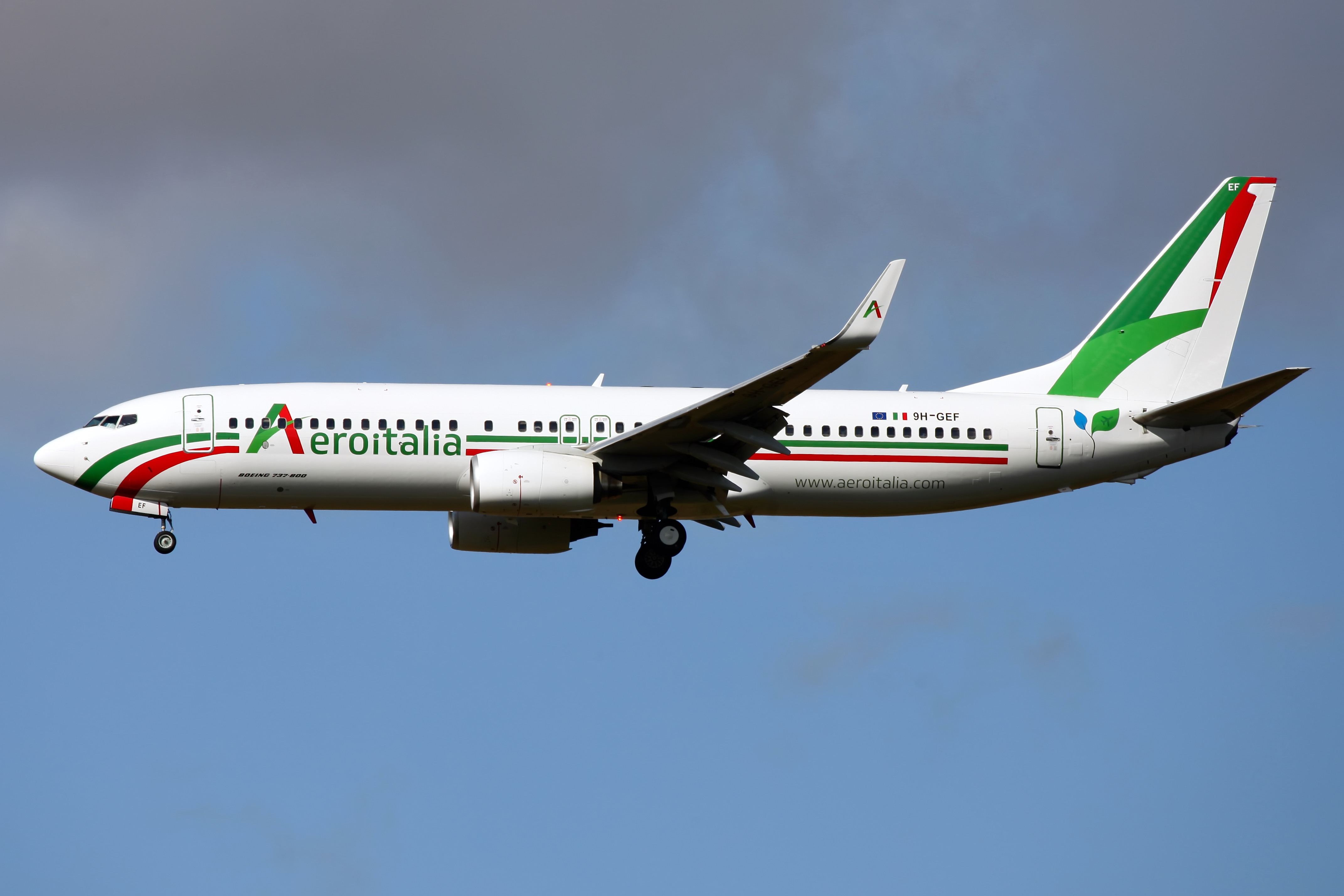
아에로이탈리아에서 운항중인 보잉 737-800기

2024년 8월 기준, 아에로이탈리아는 다음과 같은 기종들을 운항하고 있다.
| 기종              | 대수 | 주문문 | 승객 | 비고                      |
| ----------------- | ---- | ------ | ---- | ------------------------- |
| 에어버스 A319-100 | 1    | —      | 144  | 플라이 에어41 항공이 운영 |
| ATR 72-600        | 2    | —      | 68   |                           |
| 보잉 737-400      | 2    |        | 168  |                           |
| 보잉 737-800      | 9    | —      | 189  |                           |
| 보잉 737 맥스 8   | —    | 3      | TBA  |                           |
| 엠브라에르 175    | 1    | —      | 88   | 마라톤 항공에서 임대됨    |
| 합계              | 15   | 3      |      |                           |

### 퇴역 기종
| 기종         | 대수 | 도입 년도 | 퇴역 년도 | 비고 |
| ------------ | ---- | --------- | --------- | ---- |
| 보잉 737-700 | 1    | 2022      | 2024      |      |
| 사브 340A    | 1    | 2023      | 2024      |      |